# Danijel Krivec
Danijel Krivec, slovenski politik, poslanec in inženir elektrotehnike, * 16. maj 1965, Srpenica.
Krivec je slovenski elektrotehnik in politik. Med letoma 2002 in 2010 je opravljal funkcijo župana Občine Bovec. Leta 2004 je bil prvič izvoljen za poslanca v Državnem zboru Republike Slovenije. Med letoma 2018 in 2022 je bil vodja poslanske skupine Slovenske demokratske stranke, ki je bila takrat največja parlamentarna stranka. 9. junija 2022 je bil izvoljen za podpredsednika Državnega zbora Republike Slovenije.

## Življenjepis
Po končani osnovni šoli in srednji šoli za elektrotehniko je opravil še vojaški rok v Jugoslovanski ljudski armadi ter nato dokončal študij na Fakulteti za elektrotehniko. Zaposlil se je v Elektro Primorska. Med slovensko osamosvojitveno vojno je bil poveljnik civilne zaščite v Občini Bovec, za kar je po vojni prejel častni znak svobode Republike Slovenije. Po osamosvojitvi je bil član občinskega sveta in nato še župan občine (izvoljen leta 2002, 2006 in 2010).
Leta 2004 je bil prvič izvoljen v Državni zbor Republike Slovenije; v tem mandatu je bil član naslednjih delovnih teles:
- Odbor za gospodarstvo,
- Odbor za okolje in prostor in
- Odbor za promet.

Ponovno je bil izvoljen na državnozborskih volitvah leta 2008. Na državnozborskih volitvah leta 2011 je kandidiral na listi SDS; s potrditvijo poslanskega mandata mu je avtomatično prenehala funkcija župana Občine Bovec. Leta 2013 so novinarji Financ objavili novico, da je Krivec prepisal dele svoje diplomske naloge. Še četrtič je bil izvoljen za poslanca na predčasnih državnozborskih volitvah leta 2014. V mandatu 2018-2022 je opravljal funkcijo vodje poslanske skupine Slovenske demokratske stranke, ki je bila takrat največja stranka v parlamentu. 9. maja 2022 je bil izvoljen za podpredsednika Državnega zbora Republike Slovenije.
Julija 2017 je bil imenovan za častnega občana Bovca.